# 美里町立東児玉小学校
美里町立東児玉小学校（みさとちょうりつ ひがしこだましょうがっこう）は、埼玉県児玉郡美里町阿那志に位置する公立小学校。

## 概要
ほとんどの生徒が徒歩で通学する。校舎は2つで、南側がA棟、北側がB棟となっている。A棟はB棟に、B棟は東にある体育館に通路でつながっている。美里町の東児玉地区（旧東児玉村域）内を通学域とし、ほとんどの卒業生は美里中学校へ進学する。A棟の南側の校庭、A棟とB棟の間の中庭のほか、隣接する美里町体育広場（通称・東グラウンド）も開放され、休み時間は多くの生徒が利用している。
また校地は条里制の遺構の中にある。

## 沿革
1874年(明治7年)に当時の各村で創設した4つの学校（川上学校・関学校・沼上学校・児玉学校）を母体としている。1885年(明治18年)に4校の合併が行われ児玉学校となった。1893年(明治26年)4月28日には大字阿那志字新井に校舎を新築し開校式を行い、東児玉尋常小学校と改称した。この日が現在も開校記念日となっている。その後1907年(明治40年)に現在位置に校舎を新築し移転する。以後町村合併などもあり現在に至る。

## 教育目標
かしこく・なかよく・たくましく